# モジョ・メン
モジョ・メン（The Mojo Men）は、サンフランシスコを拠点とするアメリカのロックバンドである。1965年に結成され、1969年の解散まで何度か改名と人事異動を繰り返した。ビルボードホット100の最高位は、バッファロー・スプリングフィールドの「Sit Down, I Think I Love You」のカバーで、1967年に36位を記録している。

## ヒストリー
シンガー／ベーシストのジム・アライモ（né James Charles Alamio、1938-1992）、ギタリストのポール・カーチョ、ドラマーのデニス・デカー、キーボードのドン・メチックはフロリダでのバンド仲間で1964年にサンフランシスコに移住して新しいバンドを結成した。そこで彼らは、後にスライ・ストーンとして知られるシルベスター・スチュワート（当時オータム・レコードのレコード・プロデューサーで、ボー・ブラメルズやザ・ヴェジタブルズなどのアーティストを手がけていた）と出会う。スチュワートとバンドはスライ・アンド・ザ・モジョ・メンという名前で数曲録音したが、スチュワートはその結果に満足せず、リリースしないことを選択した。その後も、モジョメン初のビルボードホット100チャート入りを果たした「Dance with Me」（1965年）や「She's My Baby」（1966年）でソングライター、プロデューサーとしてバンドと協働した。
1966年にデカーが脱退し、代わりに元ヴェイタブルの女性ドラマー／ボーカリスト、ジャン・エリコが加入した。その後、モジョ・メンは所属のオータムレコードが倒産し、リプリーズ・レコードに吸収された事によって移籍することになり、それまでのブリティッシュ・インヴェイジョンに影響を受けたガレージ・ロック・スタイルをポップ／フォーク・ロックへと進化させた。1967年、バンドはバッファロー・スプリングフィールドの「Sit Down, I Think I Love You」のバロック・カヴァー・バージョンをリリースした。スティーヴン・スティルスが作曲し、ヴァン・ダイク・パークスによってアレンジされたこの曲は、モジョ・メンの最初で唯一のトップ40シングルとなった。1968年にメチックが脱退し、残されたトリオはバンド名をザ・モジョ、さらにモジョと短縮して、GRTレコードから唯一のスタジオアルバム『モジョ・マジック』を発表した。バンドは1969年に解散した。
1972年に発売されたガレージ・ロック・コンピレーション・アルバムの代表作、『ナゲッツ:オリジナル・アーティファクツ・フロム・ザ・ファースト・サイケデリック・エラ、1965-1968』に「Sit Down, I Think I Love You」が収録された。サンデイズド・ミュージックは1995年から2003年にかけて3枚のモジョ・メンのコンピレーションアルバムをリリースし、2008年にはBig Beat Recordsからコンピレーション『Not Too Old to Start Cryin': The Lost 1966 Masters』をリリースした。バンドのシングル「She's My Baby」は、カニエ・ウェストの2010年のアルバム『My Beautiful Dark Twisted Fantasy』の収録曲「Hell of a Life」でサンプリングされた。
クルチオはニューヨーク州ロチェスターにミュージック・アメリカ・スタジオを設立し、メタリカのデビュー・スタジオ・アルバム『キル・エム・オール』（1983年）を制作した。2018年9月10日、74歳で死去した。

## ディスコグラフィー

### スタジオアルバム
| Year | Album details                             |
| ---- | ----------------------------------------- |
| 1968 | Mojo Magic - Label: General Recorded Tape |

### コンピレーション・アルバム
| Year | Album details                                                        |
| ---- | -------------------------------------------------------------------- |
| 1995 | Whys Ain't Supposed To Be - Label: Sundazed                          |
| 1995 | Sit Down... It's The Mojo Men - Label: Sundazed                      |
| 2003 | There Goes My Mind - Label: Sundazed                                 |
| 2008 | Not Too Old to Start Cryin': The Lost 1966 Masters - Label: Big Beat |

### シングル
| 1965                                     | "Off the Hook"                 | —  | —  | —  |
| 1965                                     | "Dance with Me"                | 61 | 98 | 23 |
| 1966                                     | "She's My Baby"                | —  | —  | —  |
| 1967                                     | "Sit Down, I Think I Love You" | 36 | 39 | 26 |
| 1967                                     | "Me About You"                 | 83 | 93 | 70 |
| 1968                                     | "What Ever Happened To Happy"  | —  | —  | —  |
| 1968                                     | "New York City"                | —  | —  | —  |
| 1968                                     | "Should I Cry"                 | —  | —  | —  |
| 1968                                     | "Don't Be Cruel"               | —  | —  | —  |
| 1969                                     | "I Can't Let Go"               | —  | —  | —  |
| 1969                                     | "Candle to Burn"               | —  | —  | —  |
| 1969                                     | "Everyday Love"                | —  | —  | —  |
| "—" denotes releases that did not chart. |                                |    |    |    |